# Challenger de Campinas 2025
El torneo Campeonato Internacional de Tênis de Campinas 2025 fue un torneo de tenis perteneció al ATP Challenger Tour 2025 en la categoría Challenger 75. Se trató de la 14ª edición; el torneo tuvo lugar en la ciudad de Campinas (Italia), desde el 31 de marzo hasta el 6 de abril de 2025 sobre pista de tierra batida al aire libre.

## Jugadores participantes del cuadro de individuales
| Preclasificado | País                 | Jugador             | Rank1 | Posición en el torneo |
| 1              | Bandera de Chile     | Tomás Barrios       | 149   | CAMPEÓN               |
| 2              | Bandera de Argentina | Facundo Mena        | 186   | Segunda ronda         |
| 3              | Bandera de Argentina | Andrea Collarini    | 198   | Segunda ronda         |
| 4              | Bandera de Perú      | Juan Pablo Varillas | 236   | Semifinales           |
| 5              | Bandera de Francia   | Enzo Couacaud       | 239   | Segunda ronda         |
| 6              | Bandera de Chile     | Matías Soto         | 244   | Semifinales           |
| 7              | Bandera de Ecuador   | Álvaro Guillén Meza | 257   | Final                 |
| 8              | Bandera de Perú      | Gonzalo Bueno       | 264   | Cuartos de final      |

- 1 Se ha tomado en cuenta el ranking del 17 de marzo de 2025.

### Otros participantes
Los siguientes jugadores recibieron una invitación (wild card), por lo tanto ingresan directamente al cuadro principal (WC):
- Gustavo Albieri
- Gustavo Ribeiro de Almeida
- Eduardo Ribeiro

Los siguientes jugadores ingresan al cuadro principal tras disputar el cuadro clasificatorio (Q):
- Enzo Camargo Lima
- Conner Huertas del Pino
- Maximus Jones
- Yuki Mochizuki
- Ignacio Monzón
- Daniel Antonio Núñez

## Campeones

### Individual Masculino
- Tomás Barrios derrotó en la final a  Álvaro Guillén Meza por 6–4, 6–3

### Dobles Masculino
- Mariano Kestelboim /  Gonzalo Villanueva derrotaron en la final a  Seita Watanabe /  Takeru Yuzuki por 6–2, 7–6(5)